# Сэрель, Лейлани
Ле́йлани Сэре́ль Фи́гэлан (англ. Leilani Sarelle Figalan; 28 сентября 1966, Калифорния, США) — американская актриса.

## Биография
Родилась 28 сентября 1966 года в штате Калифорния, США. У Лейлани есть сестра — актриса Мейлани Пол.
Снимается в кино с 1985 года.
В 1991—2003 годах была замужем за актёром Мигелем Феррером (род. 1955). В этом браке родила двух сыновей — Лукас Феррер (род. 1993) и Рафаэль Феррер (род. 1996).
Также состояла в фактическом браке с модельером Амалем Гессусом. В этих отношениях родила своего первенца или третьего ребёнка по разным данным — дочь Сару Риту Гессус.

## Фильмография
- 1992 — Основной инстинкт — Рокси